# 佩里戈尔地区圣普里瓦
佩里戈尔地区圣普里瓦（法語：Saint Privat en Périgord，法語發音：[sɛ̃ pʁiva ɑ̃ peʁiɡɔʁ]）是法国多尔多涅省的一个市镇，属于佩里格区。该市镇于2017年由原市镇圣普里瓦德普雷、费斯塔朗和圣安托万-屈蒙合并而成，行政中心位于圣普里瓦德普雷。

## 地名
佩里戈尔（Périgord）为法国的一个传统地区，也是法国历史上的一个行省，大致对应今天的多尔多涅省；“圣普里瓦”（Saint Privat）则是指该市镇的前身及主体圣普里瓦德普雷。

## 地理
佩里戈尔地区圣普里瓦（45°13'35"N, 0°12'57"E）面积44.04 平方千米，位于法国新阿基坦大区多爾多涅省，该省份为法国西南部内陆省份，是法國本土面积第三大的省，大致对应佩里戈尔地区，北起顺时针与夏朗德省、上维埃纳省、科雷兹省、洛特省、洛特-加龙省、吉倫特省和滨海夏朗德省接壤。
与佩里戈尔地区圣普里瓦接壤的市镇（或旧市镇、城区）包括：博讷、德罗讷河畔欧布泰尔、拉普拉德、小贝尔萨克、沙赛涅、旺克桑、拉热迈-蓬泰罗、圣樊尚雅尔穆捷、圣欧莱-皮芒古。
佩里戈尔地区圣普里瓦的时区为UTC+01:00、UTC+02:00（夏令时）。

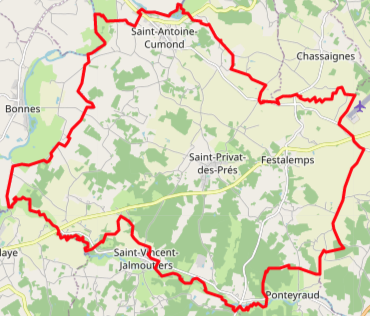
佩里戈尔地区圣普里瓦的OSM定位图

## 行政
佩里戈尔地区圣普里瓦的邮政编码为24410，INSEE市镇编码为24490。

## 政治
佩里戈尔地区圣普里瓦所属的省级选区为蒙蓬-梅内斯泰罗勒县。

## 人口
佩里戈尔地区圣普里瓦于2022年1月1日时的人口数量为1127人。